# 日本留学考试
日本留學試驗（The Examination for Japanese University Admission for International Students，簡稱EJU）是由日本獨立行政法人日本學生支援機構所主辦的一項考試。
考试每年举办2次，分别于6月和11月举行。在日本国内考场考试的考生透过网上报名，日本以外考场的报名方式则由各地自行决定。
日本留學試驗主要是以希望進入日本的大學、大學院或是專科學校的外國留學生為對象，評估其日本語能力以及基礎學力為目的的考試。目前日本绝大多数的大學、短期大學和專科學校等，都承認日本留學試驗的成績。這項考試在日本及亞洲多个地区都設有考場。

## 概略
在施行日本留學試驗以前，如果日本以外的人士想要進入日本的大學、專科學校等高等教育機關就讀，大多需要接受多種不同的考試，其中最基本的就是「自費外國人留學生統一考試」。自2002年開始，日本留學試驗正式施行，定於每年6月及11月在日本國內外舉辦兩場考試，同時廢除了原有的「自費外國人留學生統一考試」。
日本留學試驗的主考科目以日語、理科、數學和綜合科目等四個項目，可以依照日本的各大學所指定的必考科目來選擇。除了日語的科目必須指定以日文出題為主之外，其他科目出題的語言可以自己選擇以英文或是日文為主。

## 考場

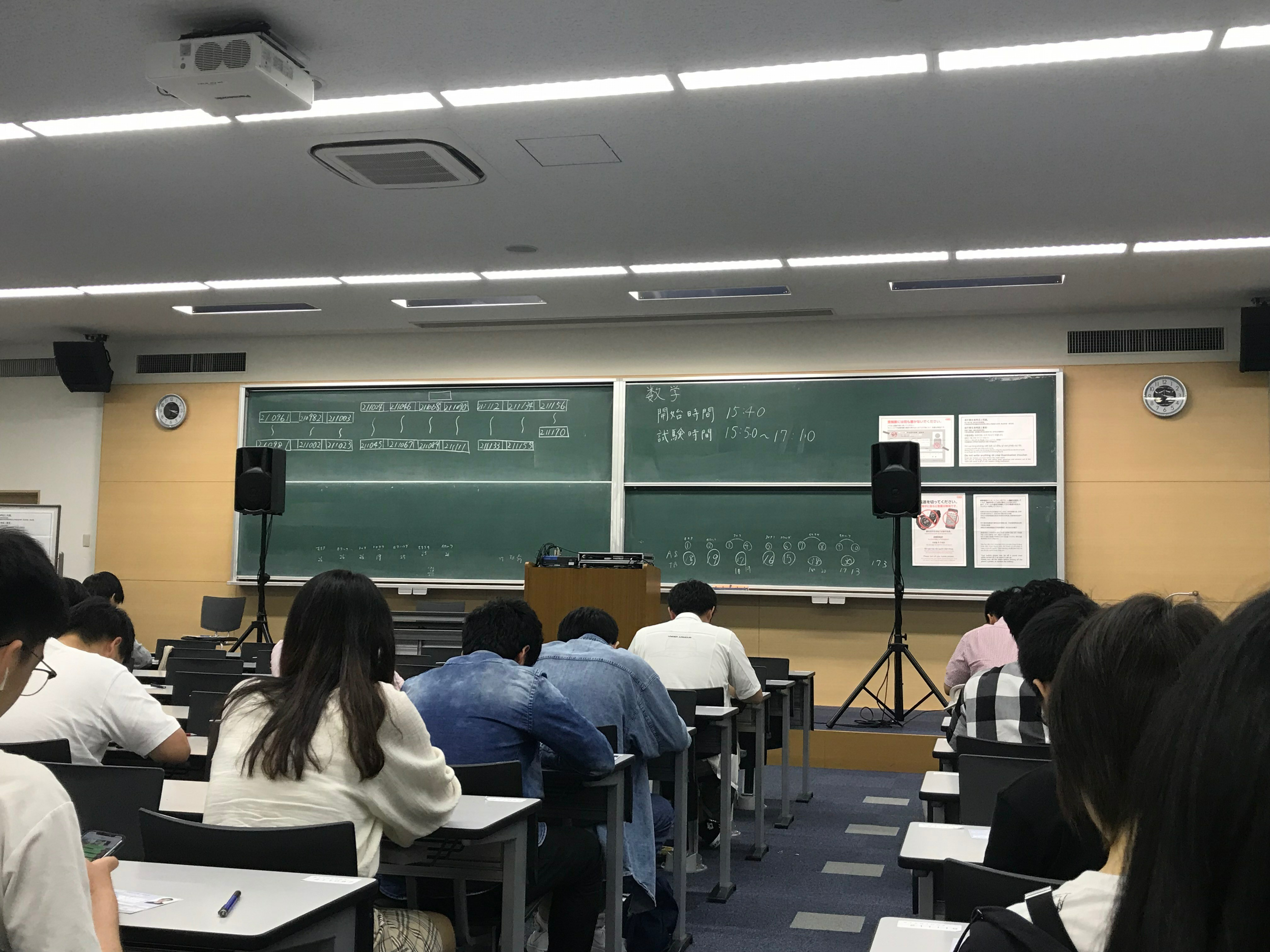
2019年第1次日本留学试验东京海洋大学品川校区白鹰馆考场

- 日本國內考場設在北海道、宮城縣、群馬縣、埼玉縣、千葉縣、東京都、神奈川縣、石川县或富山县、愛知縣、京都府、大阪府、兵庫縣、岡山縣或廣島縣、高知縣、福岡縣、沖繩縣。[3]

- 日本國外考場設在印度（新德里）、印度尼西亚（雅加达和泗水）、韩国（首尔和釜山）、新加坡、斯里兰卡（科伦坡）、泰国（曼谷和清迈）、台湾（台北）、菲律宾（马尼拉）、越南（河内和胡志明市）、香港、马来西亚（吉隆坡）、缅甸（仰光）、蒙古（乌兰巴托）以及俄羅斯位於太平洋沿岸的海參崴（2023年因当地形势中止）[4][3]。

## 接受日本留學試驗成績的日本院校
|              | 国立 | 公立 | 私立 | 合计 |
| ------------ | ---- | ---- | ---- | ---- |
| 大学         | 78   | 56   | 345  | 479  |
| 専門職大学   | -    | 0    | 1    | 1    |
| 短期大学     | -    | 9    | 94   | 103  |
| 大学院       | 7    | 13   | 54   | 74   |
| 高等専門学校 | 51   | 0    | 0    | 51   |
| 専門学校     | 0    | 2    | 197  | 199  |
| 合計         | 136  | 80   | 691  | 907  |

## 有效时间
考試成績的有效期限一般而言是两年，不過需要以报考的大学而定。每所大學的規定都不盡相同，所以必須事前先確認清楚各大學的募集要項。考生可自由选择两次考试分数高的一次成绩报考大学，但是只能以同一次考试的成绩為主。例如不能把同年第1回的数学成绩和第2回的日语和理科成绩搭配提交。另外，某些大学在录取时会指定要考生当年或去年特定一次考试的成绩，这些都需要考生到各大学咨询详细情况。

## 考试科目
有些大学的某些专业会指定考生去考某些科目。
- 日语：选择题400分，记述（作文）50分，含说明时间共计120分钟。
  1. 記述問題（作文）（最高分50分、30分钟）
  2. 读解（阅读）（最高分200分、40分钟）
  3. 听读解（看材料答的听力）（最高分100分）
  4. 听解（无材料的听力）（最高分100分）

和日本语能力测试不同，日本留學試驗之日语考试更注重生活日语，而日本语能力测试涉及很多语法类的知识性内容。这主要是为考验留学生能否适应将来在日本的生活。
文理分（以下的考试范围以日本教材表示）
- 数学：从以下两个项目中选择一个项目。一个项目200分，考试时间共80分钟。
  - 数学コース1（日语：数学 (教科)）（文科数学）：考试范围「数学I（除数据分析之外）」、「数学Ａ」
  - 数学コース2（日语：数学 (教科)）（理科数学）：考试范围「数学I（除数据分析之外）」、「数学Ａ」、 「数学II」、「数学Ｂ（仅考查数列和向量）」、「数学III」
- 理科：从以下三科目中选择两个科目。每个科目100分，共200分，考试时间共80分钟。
  - 物理基礎·物理
  - 化学基础·化学
  - 生物基础·生物
- 综合科目：共200分，考试时间为80分钟。
  - 政治·经济（日语：政治・経済 (科目)）·现代社会 (科目)（日语：公共 (科目)）·地理 (科目)（日语：地理 (科目)）·日本史 (科目)（日语：日本史 (科目)）·世界史 (科目)（日语：世界史 (科目)）混编成一张试卷。

以上日语、数学、理科和综合科目均为选择科目，考试报名的时候可从这4个科目中选择1科目或多科目，但大多数大学的报考条件都需要考日语科目，另外报考理系专业还需要数学コース2与理科成绩，对应的，报考文系专业则需要数学コース1与综合科目成绩，但也有一些大学的文系专业只需要日语一个科目成绩，或日语与综合科目两个科目的成绩。

## 评分标准
为了避免题目因难易造成不公平的問題發生，日本留學試驗基于项目反应理论來评分，即解答的統計理論而採分。如此可以避免問題的難易度的不同，而產生比較有利或是不利的狀況發生。利用這樣的评分标准與目前的TOEIC和TOEFL考试相同。

## 成绩發布

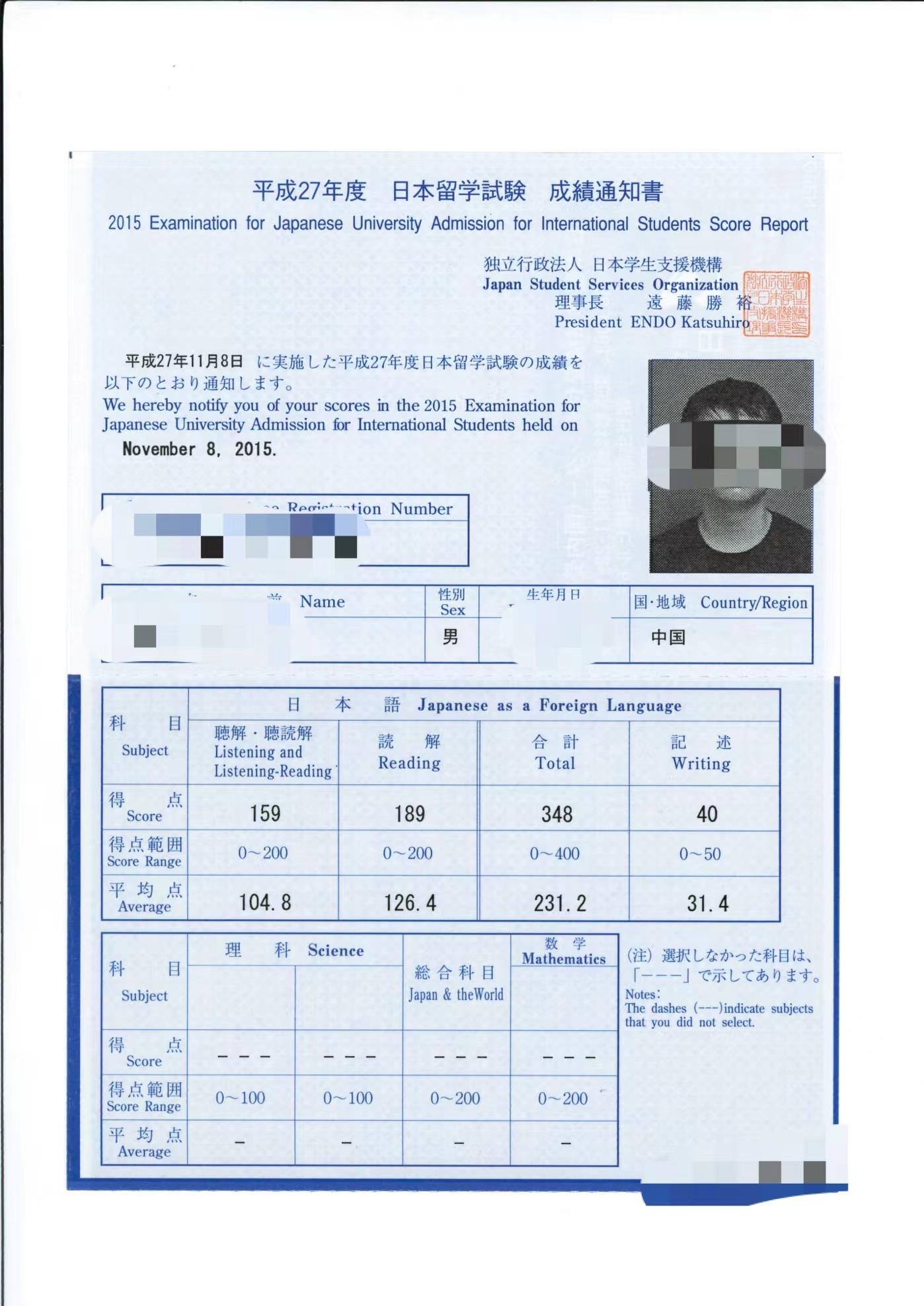
2015年发行的EJU成绩证明（仅日语科目）

### 2018年之前
考试成绩将通过明信片形式的通知书告知考生，考生将准考证号填入各大学的入学申请书后，大学会以此从日本学生支援機構获得考生成绩和作文。如此各大学也可以参考标准自行批阅考生的作文。

### 2018年-2020年
考试从网上申请的考生可从网上查询成绩，但仍可收到实体成绩通知书。其他与之前相同。

### 2021年之后
在日本国内参加考试的考生只可从网上报名及查询成绩及打印成绩单，不再收到实体成绩通知书。其他与之前相同。

## 外部連結
- 官方网站